# Paul Mescal
Paul Colm Michael Mescal (/ˈmɛskəl/ MESS-kəl; n. 2 februarie 1996, Maynooth⁠(d), Leinster⁠(d), Irlanda) este un actor irlandez. Pentru rolul din miniserialul Normal People (2020), a primit premiul BAFTA TV și a fost nominalizat la Primetime Emmy Award.
A jucat rolul principal din Gladiatorul II (2024) ‎ca Lucius Verus (regia Ridley Scott).

## Filmografie
| An   | Titlu                                 | Rol                 | Note                    | Ref.   |
| ---- | ------------------------------------- | ------------------- | ----------------------- | ------ |
| 2020 | Drifting                              | Cian                | Scurtmetraj             | [ 7 ]  |
| 2021 | The Lost Daughter                     | Will                |                         | [ 8 ]  |
| 2022 | God's Creatures                       | Brian O'Hara        |                         | [ 9 ]  |
| 2022 | Aftersun                              | Calum Paterson      |                         | [ 9 ]  |
| 2022 | Carmen                                | Aidan               |                         | [ 10 ] |
| 2023 | All of Us Strangers                   | Harry               |                         | [ 11 ] |
| 2023 | Foe                                   | Junior              |                         | [ 12 ] |
| 2024 | Who is Sabato De Sarno? A Gucci Story | Narator             | Documentar, scurtmetraj | [ 13 ] |
| 2024 | Gladiator II †                        | Lucius Verus        | Post-producție          | [ 5 ]  |
| TBA  | The History of Sound †                | Lionel              | Post-producție          | [ 14 ] |
| TBA  | Hamnet †                              | William Shakespeare | Filmări                 | [ 15 ] |
| TBA  | Merrily We Roll Along †               | Franklin Shepard    | Filmări                 | [ 16 ] |